# Burg-Gemünden
Burg-Gemünden, das historische „Gemünden an der Straße“, ist der nach Einwohnerzahl größte Ortsteil von Gemünden (Felda) im mittelhessischen Vogelsbergkreis.

## Geographie
Der Ort liegt in Oberhessen im Tal der Ohm zu beiden Seiten des Flusses, der hier nach Norden fließt. Am westlichen Ortsrand verläuft die Bundesautobahn 5, durch das Dorf führt die Landesstraße 3146. Der Ort hat einen gemeinsamen Bahnhof mit Nieder-Gemünden an der Bahnstrecke Gießen–Fulda. Die Gemarkungsfläche beträgt 793 Hektar, davon 150 Hektar Wald, vornehmlich im Südosten mit dem 335 Meter hohen Alten Rod als höchster Erhebung in der Gemarkung.

## Geschichte

### Ortsgeschichte
Das Bestehen des Ortes lässt sich als gemunden super stratam bis in das Jahr 1274 urkundlich zurückverfolgen.
Im Jahr 1372 gewährte Kaiser Karl IV. dem Dorf Gemünden das Privileg, einen Wochenmarkt abzuhalten. Graf Gottfried VII. von Ziegenhain sollte den Ort mit Mauern und Toren befestigen und ein Strafgericht sowie Stock und Galgen nach Gewohnheit des Reichs einrichten.
1450 starb Johann II., der letzte Graf von Ziegenhain und Nidda, kinderlos. Nach einer Vereinbarung mit den Landgrafen von Hessen fiel in diesem Fall das Erbe an die Landgrafschaft Hessen. Aber erst 1495 konnte ein Erbstreit mit den Grafen von Hohenlohe beigelegt werden, indem die hessischen Landgrafen die Hohenloher mit 9000 Gulden abfanden.
Die Kirche, sie steht unter Denkmalschutz, wurde 1751 gebaut.
Die Statistisch-topographisch-historische Beschreibung des Großherzogthums Hessen berichtet 1830 über Burg-Gemünden:

„Burggemünden (L. Bez. Kirtorf) Marktflecken; liegt an der Ohm, 2 1⁄2 St. von Kirtorf, hat 87 Häuser und 511 Einw., die außer 17 Mennoniten evangelisch sind, 1 Kirche, 1 Schloß, das auf einem hohen Felsen liegt, 2 Höfe und 1 Mühle. Burggemünden ist der Sitz des Forstinspektors. – Die erste bekannte Nachricht von diesem Orte, der früher Obergemünden, auch Gemünden an der Straße hieß, ist vom Jahr 1280: denn da auch Gemünden an der Wohra im Besitz der Grafen von Ziegenhain war, so bleibt es zweifelhaft, auf welches Gemünden einige ältere Nachrichten zu beziehen sind. Zu eben bemerkter Zeit vertrug sich Landgraf Heinrich mit Gottfried von Ziegenhain, seinem Tochtermann, wegen Zerbrechung des Hauses zu Gemünden an der Straße. Im Jahr 1311 findet sich diese Burg bereits wieder hergestellt. Kaiser Carl IV. verstattete 1372 dem Grafen Gottfried von Ziegenhain, dieses Dorf zu bevestigen mit Mauern und Thürmen, einen gewöhnlichen Wochenmarkt daselbst anzulegen, und dazu ein Straßengericht sammt Stock und Galgen, nach Gewohnheit des Reichs, zu halten. Dieses Gericht und die Burg kamen mit den Grafschaften Ziegenhain und Nidda an die Landgrafen. Der Ort war bis in die neuesten Zeiten der der Sitz eines Justizamts.“

Hessische Gebietsreform (1970–1977)
Zum 31. Dezember 1971 fusionierten im Zuge der Gebietsreform in Hessen die bis dahin selbständigen Gemeinden Burg-Gemünden, Ehringshausen, Elpenrod, Hainbach, Nieder-Gemünden, Otterbach und Rülfenrod freiwillig zur neuen Gemeinde Gemünden. Für alle eingegliederten ehemaligen Gemeinden wurde je ein Ortsbezirk gebildet.

### Verwaltungsgeschichte im Überblick
Die folgende Liste zeigt die Staaten und Verwaltungseinheiten, denen Burg-Gemünden angehört(e):
- vor 1450: Heiliges Römisches Reich, Grafschaft Ziegenhain
- 1450–1495: Erbstreit zwischen der Landgrafschaft Hessen und den Grafen von Hohenlohe
- ab 1450: Heiliges Römisches Reich, Landgrafschaft Hessen, Amt Burggemünden
- ab 1567: Heiliges Römisches Reich, Landgrafschaft Hessen-Marburg, Amt Burggemünden[9]
- 1604–1648: Heiliges Römisches Reich, strittig zwischen Landgrafschaft Hessen-Darmstadt und Landgrafschaft Hessen-Kassel (Hessenkrieg)
- ab 1604: Heiliges Römisches Reich, Landgrafschaft Hessen-Darmstadt, Oberfürstentum Hessen, Amt Burggemünden[10][11]
- ab 1806: Großherzogtum Hessen,[Anm. 2] Fürstentum Oberhessen, Amt Burggemünden[12]
- ab 1815: Großherzogtum Hessen, Provinz Oberhessen, Amt Homberg an der Ohm[13]
- ab 1821: Großherzogtum Hessen, Provinz Oberhessen, Landratsbezirk Kirtorf[14][Anm. 3]
- ab 1832: Großherzogtum Hessen, Provinz Oberhessen, Kreis Alsfeld
- ab 1848: Großherzogtum Hessen, Regierungsbezirk Alsfeld
- ab 1852: Großherzogtum Hessen, Provinz Oberhessen, Kreis Alsfeld
- ab 1867: Norddeutscher Bund, Großherzogtum Hessen, Provinz Oberhessen, Kreis Alsfeld
- ab 1871: Deutsches Reich, Großherzogtum Hessen, Provinz Oberhessen, Kreis Alsfeld
- ab 1918: Deutsches Reich, Volksstaat Hessen, Provinz Oberhessen, Kreis Alsfeld
- ab 1938: Deutsches Reich, Volksstaat Hessen, Landkreis Alsfeld[15][Anm. 4]
- ab 1945: Amerikanische Besatzungszone,[Anm. 5] Groß-Hessen, Regierungsbezirk Darmstadt, Landkreis Alsfeld
- ab 1946: Amerikanische Besatzungszone, Hessen, Regierungsbezirk Darmstadt, Landkreis Alsfeld
- ab 1949: Bundesrepublik Deutschland, Hessen, Regierungsbezirk Darmstadt, Landkreis Alsfeld
- ab 1972: Bundesrepublik Deutschland, Hessen, Regierungsbezirk Darmstadt, Vogelsbergkreis, Gemeinde Gemünden
- ab 1981: Bundesrepublik Deutschland, Hessen, Regierungsbezirk Gießen, Vogelsbergkreis, Gemeinde Gemünden (Felda)

### Gerichte seit 1803
In der Landgrafschaft Hessen-Darmstadt wurde mit Ausführungsverordnung vom 9. Dezember 1803 das Gerichtswesen neu organisiert. Für das Fürstentum Oberhessen (ab 1815 Provinz Oberhessen) wurde das „Hofgericht Gießen“ eingerichtet. Es war für normale bürgerliche Streitsachen Gericht der zweiten Instanz, für standesherrliche Familienrechtssachen und Kriminalfälle die erste Instanz. Übergeordnet war das Oberappellationsgericht Darmstadt. Die Rechtsprechung der ersten Instanz wurde durch die Ämter bzw. Standesherren vorgenommen und somit war für Burg-Gemünden das „Amt Homberg an der Ohm“ zuständig. Nach der Gründung des Großherzogtums Hessen 1806 wurden die Aufgaben der ersten Instanz 1821 im Rahmen der Trennung von Rechtsprechung und Verwaltung auf die neu geschaffenen Landgerichte übertragen. „Landgericht Homberg an der Ohm“ war daher von 1821 bis 1879 die Bezeichnung für das erstinstanzliche Gericht in Homberg an der Ohm, das für Burg-Gemünden zuständig war.
Anlässlich der Einführung des Gerichtsverfassungsgesetzes mit Wirkung vom 1. Oktober 1879, infolge derer die bisherigen großherzoglichen Landgerichte durch Amtsgerichte an gleicher Stelle ersetzt wurden, während die neu geschaffenen Landgerichte nun als Obergerichte fungierten, kam es zur Umbenennung in „Amtsgericht Homberg an der Ohm“ und Zuteilung zum Bezirk des Landgerichts Gießen. Am 15. Juni 1943 wurde das Gericht zur Zweigstelle des Amtsgerichtes Alsfeld, aber bereits wieder mit Wirkung vom 1. Juni 1948 in ein Vollgericht umgewandelt. Am 1. Juli 1968 erfolgte die Auflösung des Amtsgerichts Homberg und Burg-Gemünden wurde dem Bereich des Amtsgerichts Alsfeld zugeteilt.

## Bevölkerung

### Einwohnerstruktur 2011
Nach den Erhebungen des Zensus 2011 lebten am Stichtag dem 9. Mai 2011 in Burg-Gemünden 870 Einwohner. Darunter waren 21 (2,4 %) Ausländer. Nach dem Lebensalter waren 159 Einwohner unter 18 Jahren, 354 zwischen 18 und 49, 195 zwischen 50 und 64 und 162 Einwohner waren älter. Die Einwohner lebten in 348 Haushalten. Davon waren 87 Singlehaushalte, 111 Paare ohne Kinder und 126 Paare mit Kindern, sowie 21 Alleinerziehende und 6 Wohngemeinschaften. In 75 Haushalten lebten ausschließlich Senioren und in 237 Haushaltungen lebten keine Senioren.

### Einwohnerentwicklung
| • 1806: | 398 Einwohner, 72 Häuser            |
| • 1829: | 511 Einwohner, 81 Häuser            |
| • 1867: | 522 Einwohner, 91 bewohnte Gebäude  |
| • 1875: | 542 Einwohner, 101 bewohnte Gebäude |

| Burg-Gemünden: Einwohnerzahlen von 1791 bis 2020 | Burg-Gemünden: Einwohnerzahlen von 1791 bis 2020 | Burg-Gemünden: Einwohnerzahlen von 1791 bis 2020 | Burg-Gemünden: Einwohnerzahlen von 1791 bis 2020 | Burg-Gemünden: Einwohnerzahlen von 1791 bis 2020 |
| --- | ------------------------------------------------ | ------------------------------------------------ | ------------------------------------------------ | ------------------------------------------------ |
| Jahr |                                                  |                                                  |                                                  | Einwohner                                        |
| 1791 | 1791                                             |                                                  | 372                                              | 372                                              |
| 1800 | 1800                                             |                                                  | 368                                              | 368                                              |
| 1806 | 1806                                             |                                                  | 398                                              | 398                                              |
| 1829 | 1829                                             |                                                  | 511                                              | 511                                              |
| 1834 | 1834                                             |                                                  | 511                                              | 511                                              |
| 1840 | 1840                                             |                                                  | 577                                              | 577                                              |
| 1846 | 1846                                             |                                                  | 620                                              | 620                                              |
| 1852 | 1852                                             |                                                  | 574                                              | 574                                              |
| 1858 | 1858                                             |                                                  | 559                                              | 559                                              |
| 1864 | 1864                                             |                                                  | 542                                              | 542                                              |
| 1871 | 1871                                             |                                                  | 566                                              | 566                                              |
| 1875 | 1875                                             |                                                  | 542                                              | 542                                              |
| 1885 | 1885                                             |                                                  | 538                                              | 538                                              |
| 1895 | 1895                                             |                                                  | 541                                              | 541                                              |
| 1905 | 1905                                             |                                                  | 558                                              | 558                                              |
| 1910 | 1910                                             |                                                  | 596                                              | 596                                              |
| 1925 | 1925                                             |                                                  | 663                                              | 663                                              |
| 1939 | 1939                                             |                                                  | 670                                              | 670                                              |
| 1946 | 1946                                             |                                                  | 901                                              | 901                                              |
| 1950 | 1950                                             |                                                  | 954                                              | 954                                              |
| 1956 | 1956                                             |                                                  | 852                                              | 852                                              |
| 1961 | 1961                                             |                                                  | 860                                              | 860                                              |
| 1967 | 1967                                             |                                                  | 872                                              | 872                                              |
| 1970 | 1970                                             |                                                  | 880                                              | 880                                              |
| 2011 | 2011                                             |                                                  | 870                                              | 870                                              |
| 2015 | 2015                                             |                                                  | 910                                              | 910                                              |
| 2020 | 2020                                             |                                                  | 858                                              | 858                                              |
| Datenquelle: Historisches Gemeindeverzeichnis für Hessen: Die Bevölkerung der Gemeinden 1834 bis 1967. Wiesbaden: Hessisches Statistisches Landesamt, 1968. Weitere Quellen: LAGIS; 1791, 1800; Zensus 2011; Gemeinde Gemünden (Felda): Webarchiv (2015,2020) (Memento vom 8. April 2016 im Internet Archive) |                                                  |                                                  |                                                  |                                                  |

### Historische Religionszugehörigkeit
| • 1829: | 494 evangelische (= 96,67 %), 17 mennonitische(= 3,33 %) Einwohner  |
| • 1961: | 738 evangelische (= 85,81 %), 109 katholische (= 12,67 %) Einwohner |

## Politik
Ortsbeirat
Für Burg-Gemünden besteht ein Ortsbezirk (Gebiete der ehemaligen Gemeinde Burg-Gemünden) mit Ortsbeirat und Ortsvorsteher nach der Hessischen Gemeindeordnung.
Der Ortsbeirat besteht aus sieben Mitgliedern. Bei den Kommunalwahlen in Hessen 2021 betrug die Wahlbeteiligung zum Ortsbeirat 46,86 %. Alle Mitglieder gehören der „Dorfgemeinschaft Burg-Gemünden“ an. Der Ortsbeirat wählte Christian Wagner zum Ortsvorsteher.

## Wappen
Blasonierung „In Gold fünf (3:2) achtspeichige schwarze Räder um einen rechten unteren Freiplatz mit dem Landeswappen.“
Das Wappen mit dem hessischen Löwen wurde der Gemeinde Burg-Gemünden im damaligen Landkreis Alsfeld am 27. Juni 1966 durch den Hessischen Innenminister genehmigt. Gestaltet wurde es durch den Bad Nauheimer Heraldiker Heinz Ritt.

## Burg

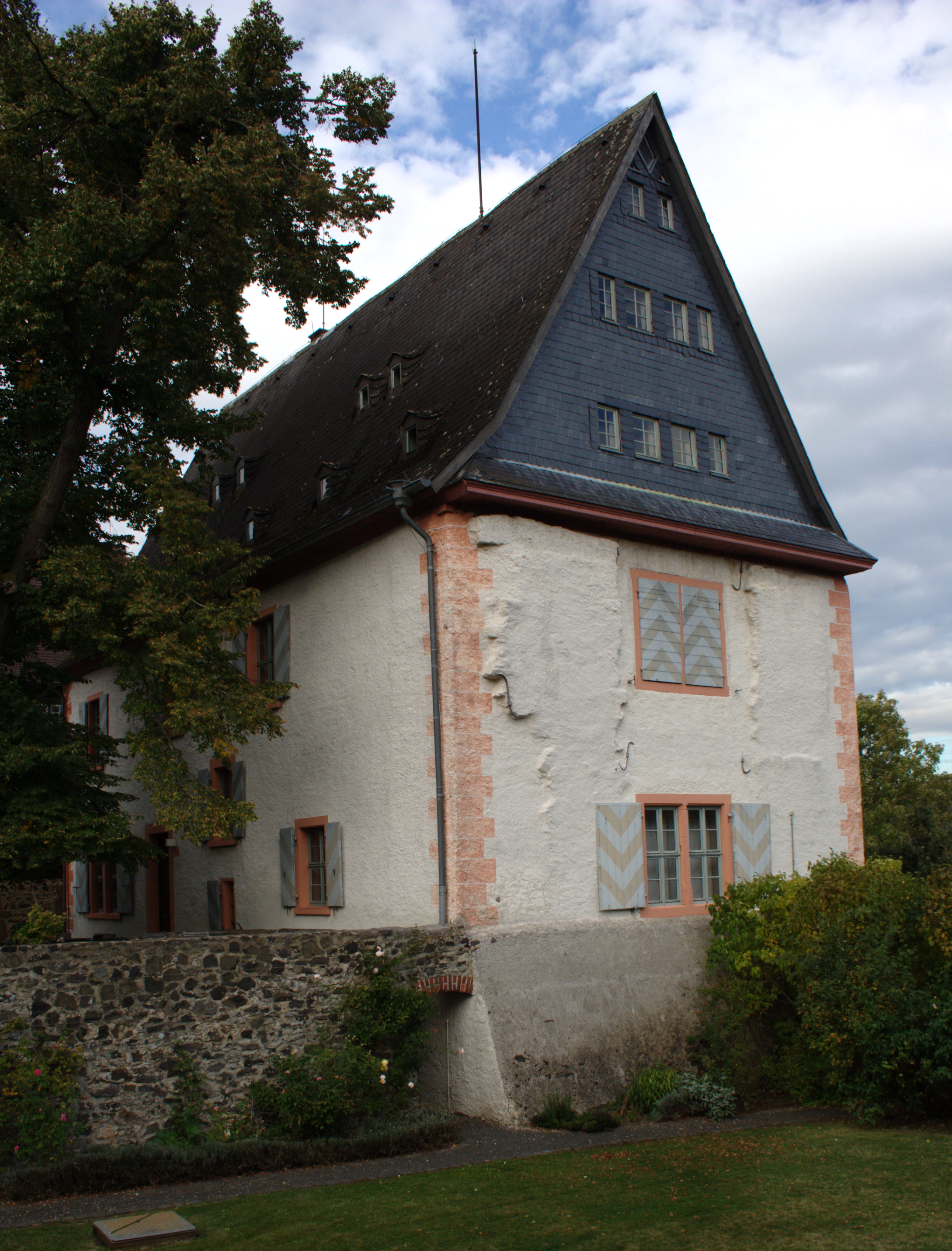
Palas der Burg Burg-Gemünden

Die namensgebende Burg Burg-Gemünden liegt auf einem markanten Felsblock über dem Ohmtal, im alten Ortskern am Westufer der Ohm. Es handelt sich um eine rechteckige Anlage auf großer ebener Fläche, die durch eine Mauer und in früherer Zeit wahrscheinlich durch einen Graben in Vor- und Hauptburg getrennt war. Neben dem Wohngebäude, ein Massivbau mit Satteldach des 16. Jahrhunderts, befindet sich im Hauptburggelände die 1556 erbaute Zehntscheuer, ein stattlicher Fachwerkbau über massivem Untergeschoss. Die Kirche, die 1749/50 unter Verwendung alter gotischer Mauerteile der Vorgängerkirche neu errichtet wurde, befindet sich in der Vorburg und enthält wertvolle Wandgemälde sowie einen seltenen barocken Taufengel. An der Südwestecke der Burgmauer befand sich ein in Resten noch erhaltener Wachturm.
Die Burganlage auf einem strategisch günstig gelegenen, weit in das Ohmtal hineinreichenden Strang, wurde Anfang des 13. Jahrhunderts von den Grafen von Ziegenhain erbaut. Anlass war die Sicherung und Kontrolle der hier bestehenden Ohmübergänge der Fernstraßen Kurze Hessen und Lange Hessen, die als wichtige Handelsstraßen sich hier mit einzelnen Strängen berührten. Nach der Zerstörung durch den Landgrafen von Hessen 1270 wurde die Burg im Jahre 1311 wiederaufgebaut. Seit 1372 ist sie mit Markt- und Befestigungsrecht versehen. Als die Ziegenhainer Grafen im Jahr 1450 im Mannesstamm ausstarben, kam sie mit der gesamten Grafschaft Ziegenhain in den Besitz der Landgrafen von Hessen. Nach mehreren Zerstörungen erfolgte der letzte Wiederaufbau 1648. Mehrfach wurde die Burg danach ausgebaut. Von 1985 bis 1995 wurde die quadratische Anlage mit einer Abrundung im Südwesten aufwändig restauriert. Heute befindet sich die Burg in Privatbesitz.